# Kaulitz (commune)
Pour les articles homonymes, voir Kaulitz.

Kaulitz est un petit village allemand en Saxe-Anhalt, à la frontière de la Basse-Saxe , à 117 km de Magdebourg. Il fait partie de la commune de Arendsee (Altmark).
Kaulitz est situé à 6 km ouest de Arendsee. À l'est du village se trouve le Mahnsteingraben, une petite rivière. La halte Binde-Kaulitz du chemin de fer Salzwedel–Geestgottberg se trouve au sud du village. Au nord se trouvait un domaine agricole, et au nord-ouest une ancienne fortification. Au sud du village il y avait un moulin a vent.
Le village est mentionné dans un document pour la première fois en 1184.
Le 1er janvier 2010 Kaulitz devient partie de Arendsee.

## Evolution de la population
| Année | Population |
| ----- | ---------- |
| 1801  | 268        |
| 1818  | 212        |
| 1840  | 268        |

| Année | Population |
| ----- | ---------- |
| 1885  | 295        |
| 1892  | 292        |
| 1900  | 255        |

| Année | Population |
| ----- | ---------- |
| 1910  | 227        |
| 1925  | 283        |
| 1939  | 274        |

| Année | Population |
| ----- | ---------- |
| 1946  | 466        |
| 2011  | 209        |
| 2012  | 208        |

| Année | Population |
| ----- | ---------- |
| 2013  | 195        |
| 2014  | 193        |
| 2015  | 202        |

| Année | Population |
| ----- | ---------- |
| 2016  | 200        |
| 2017  | 182        |